# سانتياغو سييرا
سانتياغو سييرا (بالإسبانية: Santiago Sierra)‏ هو مصور إسباني، ولد في 1966 في مدريد في إسبانيا.

## وصلات خارجية
- الموقع الرسمي